# Отделение

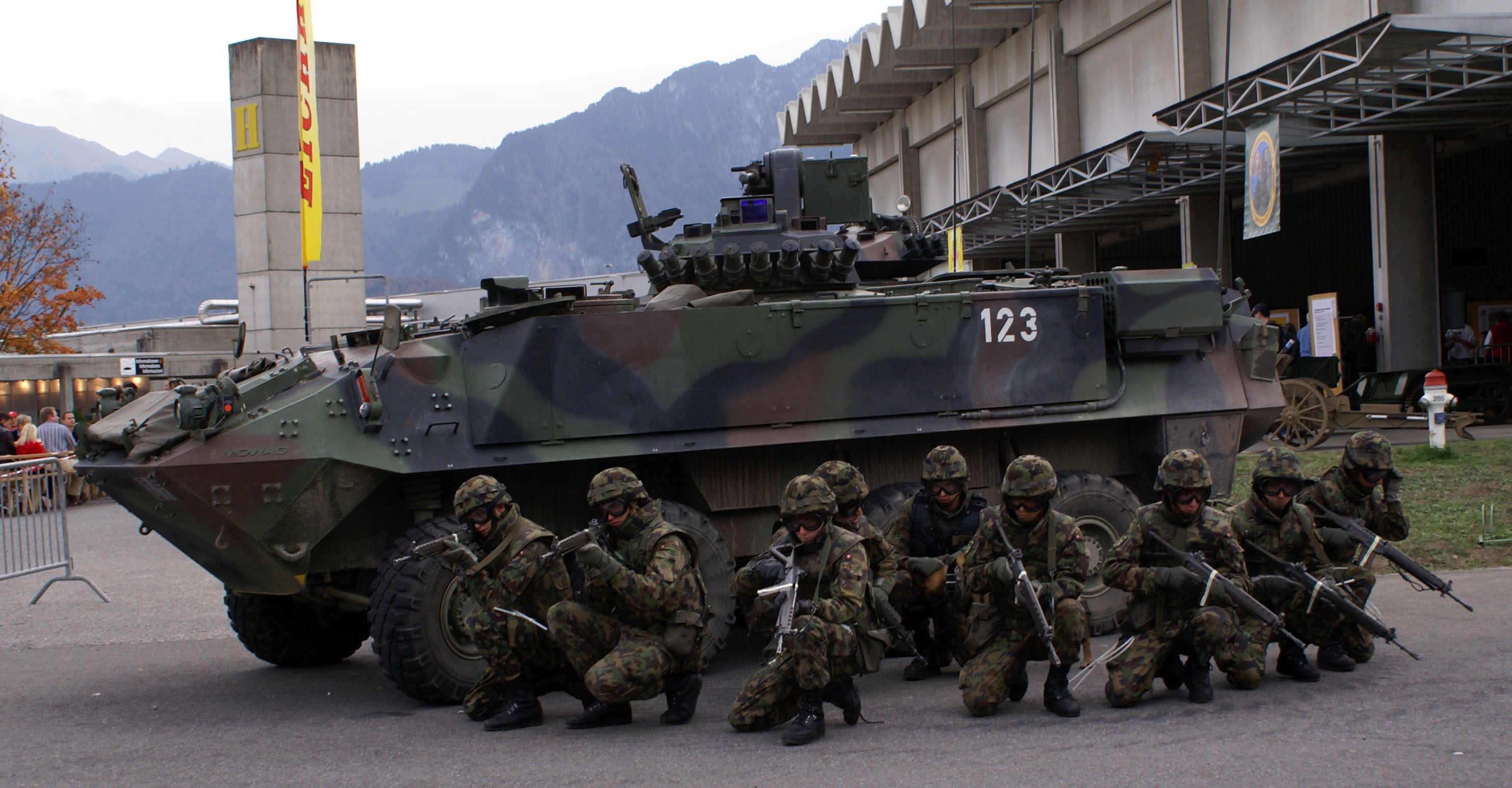
Мотопехотное отделение вооружённых сил Швейцарии

Отделе́ние — формирование, низшее тактическое подразделение в вооружённых силах многих государств мира.
Является основной структурной единицей мотострелковых (мотопехотных, пехотных) взводов, парашютно-десантных взводов, взводов морской пехоты, инженерно-caпёрных взводов, взводов связи и других взводов и состоит из 6—12 человек.

## Отделение в пехоте разных армий

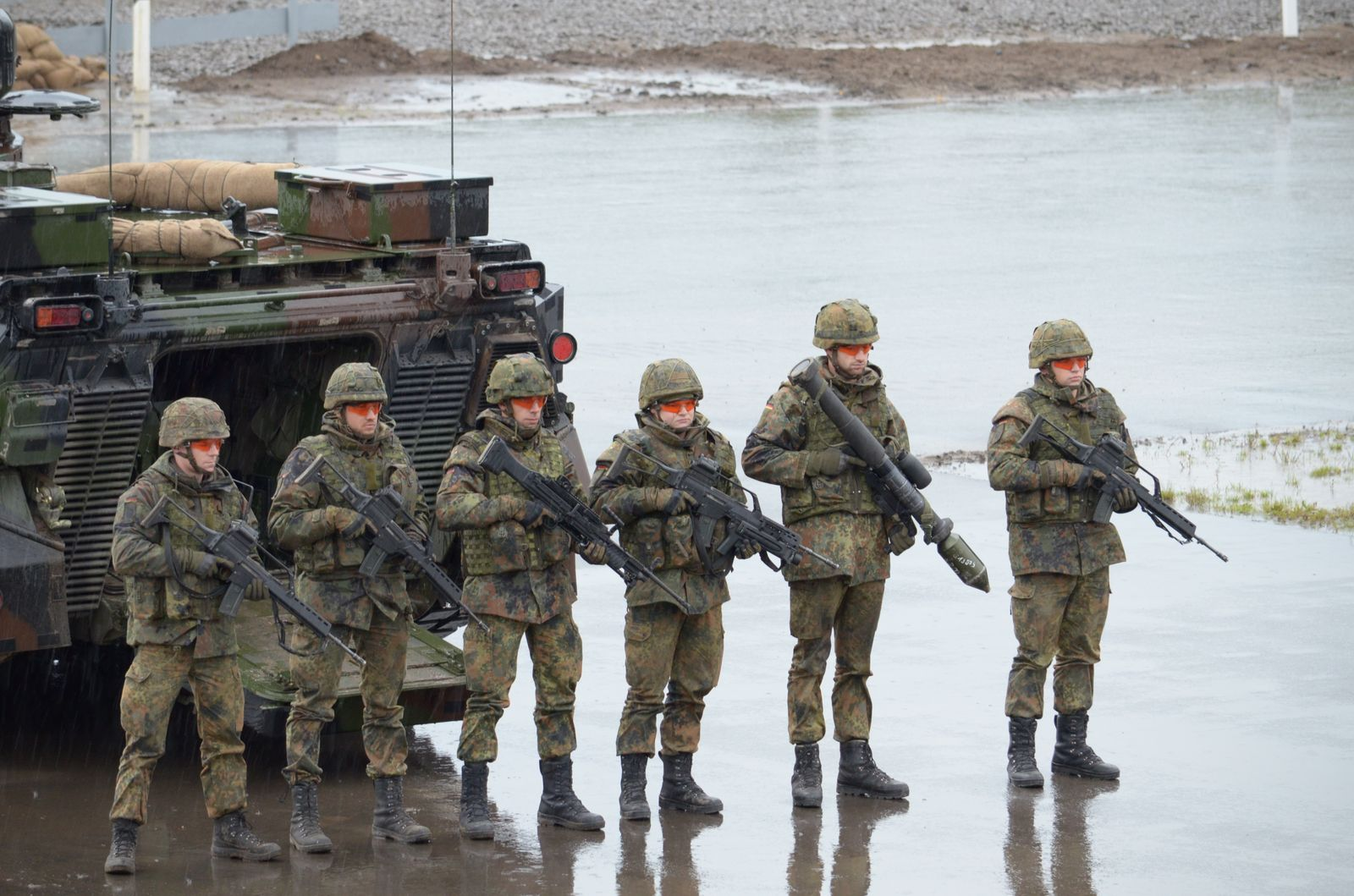
Мотопехотное отделение Сухопутных войск Германии

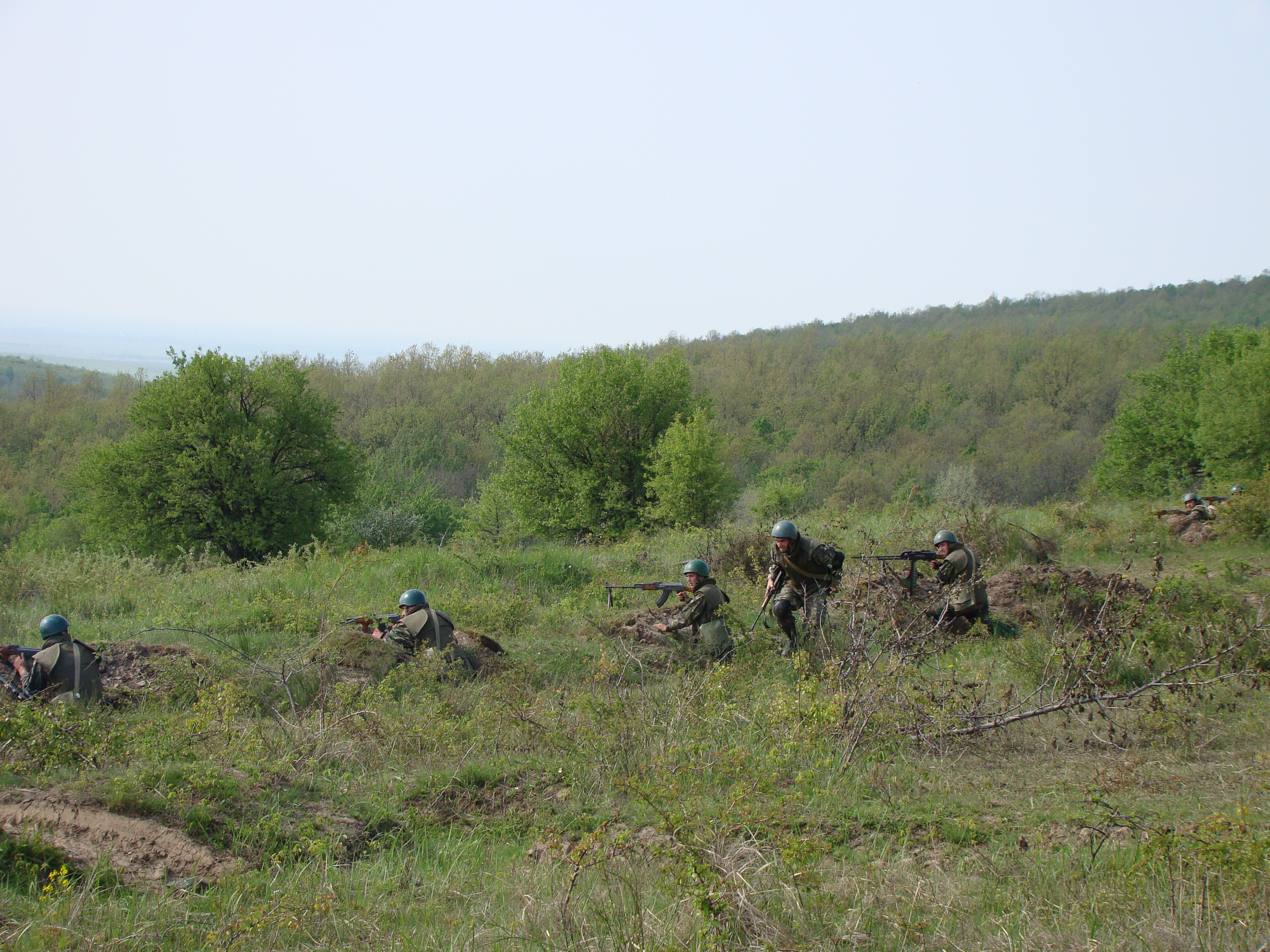
Отделение мотопехоты румынской армии на тактических учениях

В РККА периода Гражданской войны стрелковое отделение состояло первоначально из 19 бойцов, которые были вооружены винтовками. В дальнейшем состав стрелкового отделения неоднократно менялся. К 1942 году состав стрелкового отделения насчитывал 9 человек на вооружении которых имелся 1—2 ручных пулемёта, 1 пистолет-пулемёт и винтовки.
В Советской армии в мотострелковое отделение (9 человек) на БМП входили:
- Экипаж БМП: 
  - командир БМП, он же командир отделения;
  - наводчик-оператор;
  - механик-водитель;
- Десант:
  - старший стрелок;
  - 2 стрелка (автоматчики);
  - пулемётчик;
  - стрелок-гранатомётчик и его помощник.

Мотострелковое отделение на БТР также состояло из 9 человек:
- командир отделения;
- водитель БТР;
- старший стрелок (наводчик пулемёта БТР);
- 2 стрелка (автоматчики);
- пулемётчик;
- снайпер;
- стрелок-гранатомётчик и его помощник.

В армиях государств НАТО отделения во взводах пехоты и кавалерии были созданы в 30-х годах XX века вместо боевых групп.
В армии США мотопехотные (пехотные) отделения состоят из 9 человек:
- командир отделения;
- помощник командира;
- 2 пулемётчика;
- снайпер;
- наводчик ПТРК;
- механик-водитель;
- наводчик орудия;
- стрелок.

В ВС ФРГ (бундесвер) мотопехотное отделение также состоит из 9 человек.

## Применение пехотного отделения
Мотострелковые, мотопехотные и пехотные отделения предназначены для выполнения задач при наступлении и обороне в составе взвода. 
При выполнении разведки, походного и сторожевого охранения отделения могут действовать самостоятельно.
В зависимости от обстановки отделение действует в пешем порядке или на штатной бронетехнике (БМП, БТР). При наступлении в пешем порядке отделение развёртывается в цепь. При обороне пехотному отделению поручается фронт шириной до 100 метров. При наступлении отделению поручается фронт шириной до 50 метров.

## Соответствие для некоторых родов войск
Аналогом отделения в танковых войсках и в военно-воздушных силах является экипаж танка (самолёта, вертолёта).  В экипаже военного корабля отделение объединяет личный состав одной специальности от 2 до 10 человек и обычно входит в состав команды.
Для артиллерийских войск, войск связи, войск ПВО и некоторых других родов войск отделению соответствует расчёт, под которым понимается первичная (низшая) организационная единица (подразделение) непосредственно обслуживающих орудие и другие виды оружия и военной техники.